# スタンリー・ポーター
スタンリー・ポーター（Stanley E. Porter 1956年 - ）は、米国系カナダ人の新約聖書学者、言語学者。

## 人生とキャリア
ポーターは1956年11月23日にカリフォルニア州ロングビーチで生まれました。米国クレアモント大学大学院、トリニティ神学校を卒業し、英国シェフィールド大学大学院で、新約聖書のギリシャ語のアスペクトの研究により文学博士号を取得。彼はバイオラ大学で教職に就き、新約聖書、ギリシャ語、英語を教えた後、トリニティウエスタン大学で教鞭をとる。1994年から、彼はサリーローハンプトン大学（旧ローハンプトンインスティテュートロンドン、現在はローハンプトン大学）の神学教授および神学および宗教学部長を務めていた。2001年以来、彼はオンタリオ州ハミルトンのマックマスター神学大学で新約聖書の学長、学部長、教授を務めている。 彼はまた、マクマスターディビニティカレッジ（MDC）のクリスチャンワールドビューでロイA.ホープチェアを保持。

## 著書抜粋
- Verbal Aspect in the Greek of the New Testament with Reference to Tense and Mood, Bern: Peter Lang Publishing, 1989.
- Idioms of the Greek New Testament, Sheffield: Sheffield Academic, 1992.邦訳：伊藤明生訳「ギリシャ語新約聖書の語法」（ナザレ企画、1998年）